# Házená na Letních olympijských hrách 1996
Házená na Letních olympijských hrách 1996 probíhala v hale Georgia World Congress Center v Atlantě. Finále turnaje mužů se odehrálo na stadionu Georgia Dome v Atlantě.

## Turnaj mužů
| Zlato   | Chorvatsko (CRO) |
| Stříbro | Švédsko (SWE)    |
| Bronz   | Španělsko (ESP)  |

Turnaj se odehrál v rámci XXVI. olympijské hry ve dnech 24. července - 4. srpna 1996 v Atlantě.
Turnaje se zúčastnilo 12 mužstev, rozdělených do dvou šestičlenných skupin. První dvě mužstva postoupila do play off, týmy na třetím místě hrály o páté místo, týmy na čtvrtém místě hrály o sedmé místo atd. Olympijským vítězem se stalo mužstvo Chorvatska.

### Skupina A
|    |            | SWE   | CRO   | RUS   | SUI   | USA   | KUV   | V | R | P | Skóre   | B  |
| 1. | Švédsko    | ***   | 27:18 | 22:20 | 26:19 | 23:19 | 33:18 | 5 | 0 | 0 | 131:94  | 10 |
| 2. | Chorvatsko | 18:27 | ***   | 25:24 | 23:22 | 35:27 | 31:22 | 4 | 0 | 1 | 132:122 | 8  |
| 3. | Rusko      | 20:22 | 24:25 | ***   | 30:23 | 31:16 | 32:20 | 3 | 0 | 2 | 137:106 | 6  |
| 4. | Švýcarsko  | 19:26 | 22:23 | 23:30 | ***   | 29:20 | 33:16 | 2 | 0 | 3 | 126:115 | 4  |
| 5. | USA        | 19:23 | 27:35 | 16:31 | 20:29 | ***   | 29:24 | 1 | 0 | 4 | 111:142 | 2  |
| 6. | Kuvajt     | 18:33 | 22:31 | 20:32 | 16:33 | 24:29 | ***   | 0 | 0 | 5 | 100:158 | 0  |

 Rusko -  Kuvajt 32:20 (19:10)
24. července 1996 (10:00) – Atlanta
 Chorvatsko -  Švýcarsko 23:22 (12:14)
24. července 1996 (14:30) – Atlanta
 Švédsko -  USA 23:19 (11:9)
24. července 1996 (19:00) – Atlanta
 Chorvatsko -  Kuvajt 31:22 (16:11)
25. července 1996 (10:00) – Atlanta
 Švédsko -  Švýcarsko 26:19 (14:8)
25. července 1996 (14:30) – Atlanta
 Rusko -  USA 31:16 (16:9)
25. července 1996 (20:45) – Atlanta
 Švýcarsko -  Kuvajt 33:16 (18:8)
27. července 1996 (11:45) – Atlanta
 Švédsko -  Rusko 22:20 (11:11)
27. července 1996 (14:30) – Atlanta
 Chorvatsko -  USA 35:27 (20:9)
27. července 1996 (19:00) – Atlanta
 Švédsko -  Kuvajt 33:18 (16:7)
29. července 1996 (11:45) – Atlanta
 Chorvatsko -  Rusko 25:24 (11:13)
29. července 1996 (16:15) – Atlanta
 Švýcarsko -  USA 29:20 (12:9)
29. července 1996 (19:30) – Atlanta
 Rusko -  Švýcarsko 30:23 (14:11)
31. července 1996 (11:45) – Atlanta
 Švédsko -  Chorvatsko 27:18 (10:7)
31. července 1996 (14:30) – Atlanta
 USA -  Kuvajt 29:24 (13:10)
31. července 1996 (20:45) – Atlanta

### Skupina B
|    |           | FRA   | ESP   | EGY   | GER   | ALG   | BRA   | V | R | P | Skóre   | B |
| 1. | Francie   | ***   | 27:25 | 25:20 | 23:24 | 33:22 | 27:23 | 4 | 0 | 1 | 145:114 | 8 |
| 2. | Španělsko | 25:27 | ***   | 20:19 | 22:20 | 20:14 | 27:17 | 4 | 0 | 1 | 114:97  | 8 |
| 3. | Egypt     | 20:25 | 19:20 | ***   | 24:22 | 19:16 | 31:20 | 3 | 0 | 2 | 113:103 | 6 |
| 4. | Německo   | 24:23 | 20:22 | 22:24 | ***   | 25:23 | 30:20 | 3 | 0 | 2 | 121:112 | 6 |
| 5. | Alžírsko  | 22:33 | 14:20 | 16:20 | 23:25 | ***   | 20:20 | 0 | 1 | 4 | 95:117  | 1 |
| 6. | Brazílie  | 23:27 | 17:27 | 20:31 | 20:30 | 20:20 | ***   | 0 | 1 | 4 | 100:145 | 1 |

 Francie -  Španělsko 27:25 (10:9)
24. července 1996 (11:45)– Atlanta
 Egypt -  Alžírsko 19:16 (12:7)
24. července 1996 (16:15) – Atlanta
 Německo -  Brazílie 30:20 (13:7)
24. července 1996(20:45) – Atlanta
 Francie -  Alžírsko 33:22 (13:10)
25. července 1996 (11:45) – Atlanta
 Španělsko -  Německo 22:20 (11:10)
25. července 1996 (16:15) – Atlanta
 Egypt -  Brazílie 31:20 (15:10)
25. července 1996 (19:00) – Atlanta
 Španělsko -  Alžírsko 20:14 (12:5)
27. července 1996 (10:00) – Atlanta
 Egypt -  Německo 24:22 (11:9)
27. července 1996 (16:15) – Atlanta
 Francie -  Brazílie 37:23 (16:10)
27. července 1996 (20:45) – Atlanta
 Francie -  Egypt 25:20 (12:9)
29. července 1996 (10:00) – Atlanta
 Německo -  Alžírsko 25:23 (12:10)
29. července 1996 (14:30) – Atlanta
 Španělsko -  Brazílie 27:17 (12:10)
29. července 1996 (19:00) – Atlanta
 Španělsko -  Egypt 20:19 (11:8)
31. července 1996 (10:00) – Atlanta
 Německo -  Francie 24:23 (12:10)
31. července 1996 (16:15) – Atlanta
 Alžírsko -  Brazílie 20:20 (9:11)
31. července 1996 (19:00) – Atlanta

### Semifinále
Švédsko -  Španělsko 25:20 (11:12)
2. srpna 1996 (16:15) – Atlanta
 Francie -  Chorvatsko 20:24 (8:12)
2. srpna 1996 (20:45) – Atlanta

### Finále
Švédsko -  Chorvatsko 26:27 (11:16)
4. srpna 1996 (12:45) – Atlanta

### O 3. místo
Španělsko -  Francie 27:25 (13:12)
4. srpna 1996 (11:00) – Atlanta

### O 5. místo
Egypt -  Rusko 26:29 (11:15)
2. srpna 1996 (19:00) – Atlanta

### O 7. místo
Švýcarsko -  Německo 16:23 (10:12)
2. srpna 1996 (14:30) – Atlanta

### O 9. místo
Alžírsko -  USA 26:27pp (22:22, 10:12)
2. srpna 1996 (11:45) – Atlanta

### O 11. místo
Kuvajt -  Brazílie 25:31 (13:16)
2. srpna 1996 (10:00) – Atlanta

### Soupisky
1.  Chorvatsko
| - Patrik Ćavar - Valner Franković - Slavko Goluža - Bruno Gudelj - Vladimir Jelčić - Božidar Jović | - Nenad Kljaić - Venio Losert - Valter Matošević - Zoran Mikulić - Alvaro Načinović | - Goran Perkovac - Iztok Puc - Zlatan Saračević - Irfan Smajlagić - Vladimir Šujster |

2.  Švédsko
| - Magnus Andersson - Robert Andersson - Per Carlén - Martin Frändesjö - Erik Hajas - Robert Hedin | - Andreas Larsson - Ola Lindgren - Stefan Lövgren - Mats Olsson - Staffan Olsson | - Johan Petersson - Tomas Svensson - Tomas Sivertsson - Pierre Thorsson - Magnus Wislander |

3.  Španělsko
| - Talant Dujšebajev - Salvador Esquer - Aitor Etxaburu - Jesús Fernández - Jaume Fort - Mateo Garralda | - Raúl González - Rafael Guijosa - Fernando Hernández - José Javier Hombrados - Demetrio Lozano | - Jordi Núñez - Jesús Olalla - Juan Pérez - Iñaki Urdangarin - Alberto Urdiales |

### Konečné pořadí
| XXVI. | Olympijské hry | Z | V | R | P | Skóre   | B   |
| ----- | -------------- | - | - | - | - | ------- | --- |
| 1.    | Chorvatsko     | 7 | 6 | 0 | 1 | 183:168 | '12 |
| 2.    | Švédsko        | 7 | 6 | 0 | 1 | 182:141 | 12  |
| 3.    | Španělsko      | 7 | 5 | 0 | 2 | 161:147 | 10  |
| 4.    | Francie        | 7 | 4 | 0 | 3 | 190:165 | 8   |
| 5.    | Rusko          | 6 | 4 | 0 | 2 | 166:132 | 8   |
| 6.    | Egypt          | 6 | 3 | 0 | 3 | 139:132 | 6   |
| 7.    | Německo        | 6 | 4 | 0 | 2 | 144:128 | 8   |
| 8.    | Švýcarsko      | 6 | 2 | 0 | 4 | 142:138 | 4   |
| 9.    | USA            | 6 | 2 | 0 | 4 | 138:168 | 4   |
| 10.   | Alžírsko       | 6 | 0 | 1 | 5 | 121:144 | 1   |
| 11.   | Brazílie       | 6 | 1 | 1 | 4 | 131:170 | 3   |
| 12.   | Kuvajt         | 6 | 0 | 0 | 6 | 125:189 | 0   |

## Turnaj žen
| Zlato   | Dánsko (DEN)      |
| Stříbro | Jižní Korea (KOR) |
| Bronz   | Maďarsko (HUN)    |

Turnaj se odehrál v rámci XXVI. olympijské hry ve dnech 26. července - 3. srpna 1996 v Atlantě.
Turnaje se zúčastnilo 8 družstev, rozdělených do dvou čtyřčlenných skupin. První dvě postoupila do play off, týmy na třetím a čtvrtém místě hrály o 5. resp. 7. místo. Olympijským vítězem se stalo družstvo Dánska.

### Skupina A
|    |          | EUN   | GER   | USA   | NGR   | V | R | P | Skóre | B |
| 1. | Dánsko   | ***   | 27:22 | 33:21 | 29:19 | 3 | 0 | 0 | 89:62 | 6 |
| 2. | Maďarsko | 22:27 | ***   | 29:19 | 30:24 | 2 | 0 | 1 | 81:70 | 4 |
| 3. | Čína     | 21:33 | 19:29 | ***   | 31:21 | 1 | 0 | 2 | 71:83 | 2 |
| 4. | USA      | 19:29 | 24:30 | 21:31 | ***   | 0 | 0 | 3 | 64:90 | 0 |

 Maďarsko –  Čína 29:19 (14:11)
26. července 1996 (10:00)– Atlanta
 Dánsko –  USA 29:19 (13:9)
26. července 1996 (14:30) – Atlanta
 Dánsko –  Čína 33:21 (19:9)
28. července 1996 (12:00) – Atlanta
 Maďarsko –  USA 30:24 (19:8)
28. července 1996 (14:30) – Atlanta
 Dánsko –  Maďarsko 27:22 (14:12)
30. července 1996 (10:00) – Atlanta
 Čína –  USA 31:21 (16:11)
30. července 1996 (16:30) – Atlanta

### Skupina B
|    |         | KOR   | NOR   | GER   | ANG   | V | R | P | Skóre | B |
| 1. | Korea   | ***   | 25:21 | 33:20 | 25:19 | 2 | 0 | 1 | 83:60 | 6 |
| 2. | Norsko  | 21:25 | ***   | 28:23 | 30:18 | 2 | 0 | 1 | 79:63 | 4 |
| 3. | Německo | 20:33 | 23:28 | ***   | 27:12 | 1 | 0 | 2 | 70:73 | 2 |
| 4. | Angola  | 19:25 | 18:30 | 12:27 | ***   | 0 | 0 | 3 | 59:82 | 0 |

 Norsko –  Angola 30:18 (15:7)
26. července 1996 (12:00) – Atlanta
 Korejská republika –  Německo 33:20 (17:12)
26. července 1996 (16:30) – Atlanta
 Korejská republika –  Angola 25:19 (15:8)
28. července 1996 (10:00) – Atlanta
 Norsko –  Německo 28:23 (15:11)
28. července 1996 (16:30) – Atlanta
 Německo –  Angola 27:12 (10:6)
30. července 1996 (12:00) – Atlanta
 Korejská republika –  Norsko 25:21 (12:10)
30. července 1996 (14:30) – Atlanta

### Semifinále
Dánsko –  Norsko 23:19 (12:6)
1. srpna 1996 (11:30) - Atlanta
 Maďarsko –  Korejská republika 25:39 (10:19)
1. srpna 1996 (16:00) - Atlanta

### Finále
Dánsko –  Korejská republika 37:33pp (13:17, 29:29 - 37:33)
3. srpna 1996 (17:00) - Atlanta

### O 3. místo
Maďarsko –  Norsko 20:18 (6:9)
3. srpna 1996 (15:30) - Atlanta

### O 5. místo
Německo –  Čína 26:28 (12:16)
1. srpna 1996 (14:30) - Atlanta

### O 7. místo
USA –  Angola 23:24 (11:11)
1. srpna 1996 (10:00) - Atlanta

### Soupisky
1.  Dánsko
| - Anja Andersenová - Camilla Andersen - Kristine Andersen - Heidi Astrup - Tina Bøttzau - Marianne Florman | - Conny Hamann - Anja Hansen - Anette Hoffman - Tonje Kjærgaard - Janne Kolling | - Susanne Lauritsen - Gitte Madsen - Lene Rantala - Gitte Sunesen - Anne Dorthe Tanderup |

2.  Korejská republika
| - Cho Eun-Hee - Han Sun-Hee - Hong Jeong-Ho - Huh Soon-Young - Kim Cheong-Sim - Kim Eun-Mi | - Kim Jeong-Mi - Kim Mi-Sim - Kim Rang - Kwag Hye-Jeong - Lee Sang-Eun | - Lim O-Kyeong - Moon Hyang-Ja - Oh Sung-Ok - Oh Yong-Ran - Park Jeong-Lim |

3.  Maďarsko
| - Éva Erdős - Andrea Farkas - Beáta Hoffmann - Anikó Kántor - Erzsébet Kocsisová - Beatrix Kökény | - Eszter Mátéfi - Auguszta Mátyás - Anikó Meksz - Anikó Nagy - Helga Németh | - Ildikó Pádár - Beáta Siti - Anna Szántó - Katalin Szilágyi - Beatrix Tóth |

### Konečné pořadí
| XXVI. | Olympijské hry | Z | V | R | P | Skóre   | B  |
| ----- | -------------- | - | - | - | - | ------- | -- |
| 1.    | Dánsko         | 5 | 5 | 0 | 0 | 149:115 | 10 |
| 2.    | Jižní Korea    | 5 | 4 | 0 | 1 | 156:122 | 8  |
| 3.    | Maďarsko       | 5 | 3 | 0 | 2 | 126:127 | 6  |
| 4.    | Norsko         | 5 | 2 | 0 | 3 | 116:109 | 4  |
| 5.    | Čína           | 4 | 2 | 0 | 2 | 99:109  | 4  |
| 6.    | Německo        | 4 | 1 | 0 | 3 | 96:101  | 2  |
| 7.    | Angola         | 4 | 1 | 0 | 3 | 73:105  | 2  |
| 8.    | USA            | 4 | 0 | 0 | 4 | 87:114  | 0  |